# Der schwarze Peter
Der schwarze Peter ist ein tschechoslowakischer schwarzweißer Spielfilm des Regisseurs Miloš Forman aus dem Jahr 1964. In der Tschechoslowakei kam der Film erstmals am 17. April 1964, in der Bundesrepublik Deutschland am 24. Juni 1965 in die Kinos.

## Handlung
Der 17-jährige Peter beginnt seine Lehre in einem Selbstbedienungsladen. In den ersten Tagen besteht seine Aufgabe darin, möglichst unauffällig die Kunden zu beobachten, um etwaige Diebe zu stellen. Peter verdächtigt einen alten Mann und folgt ihm durch die Straßen von Kolín, besitzt dann aber nicht den Mut, ihn zu stellen. Daheim muss er eine der üblichen Strafpredigten des Vaters über sich ergehen lassen.
Am Nachmittag trifft Peter mit Pavla zusammen. In ihrer Gegenwart schwindet seine ganze, ohnehin nicht große Sicherheit, sodass er bei einem Tanzabend ein mehr als klägliches Bild abgibt. Wieder im Laden, stellt sich heraus, dass der vermeintliche Dieb ein guter Bekannter des Chefs war. Und als eine Frau dann wirklich stiehlt, lässt der völlig verwirrte Peter sie laufen.

## Auszeichnungen
- Preis der tschechoslowakischen Filmkritik 1964
- Großer Preis der Internationalen Filmfestspiele Locarno 1964
- 1. Preis der jungen Filmkritik, Locarno 1964
- Preis der italienischen Filmclubs 1964
- Preis der Zeitschrift CINEMA 60, Rom 1964
- Preis der Jungen Deutschen Filmkritik als bester Debütfilm, Oberhausen 1965
- Bester Film des Monats Mai 1965 der Evangelischen Filmgilde[1]

## Kritiken
„Eine auf die vorgefundene Wirklichkeit hin inszenierte, sehr authentisch wirkende Spielstudie über das Leben der Sechzehn- bis Achtzehnjährigen mit (oder genauer: neben) der älteren Generation – in der äußeren Handlung bestimmt von den Erfahrungen des 17jährigen Peter, der nicht nur als Lehrling eines Selbstbedienungsladens stets den «Schwarzen Peter» zu ziehen scheint. Ein anspruchsvolles Zeugnis hohen psychologischen und künstlerischen Einfühlungsvermögens.“

„Ein dokumentarischer Spielfilm von hohem künstlerischen Niveau, der sich durch bemerkenswertes Einfühlungsvermögen, große Natürlichkeit, Echtheit und Wahrheitsliebe auszeichnet. Jugendlichen und Erwachsenen gleichermaßen herzlich und nachdrücklich zu empfehlen.“

„Gleich mit seinem ersten Spielfilm ist dem 33jährigen Dramaturgen der Prager Schaubude ‚Laterna Magica‘, Milos Forman, ein Meisterstück geglückt, das auf dem Festival in Locarno mit dem Ersten Preis prämiiert wurde. Das halbdokumentarische Lichtspiel, das zwei Tage aus dem Leben eines 16jährigen Lehrlings schildert, analysiert ohne ideologische Eintrübung in der Art der cinéma vérité Liebes- und Lebensgefühl der jungen tschechischen Generation. In den locker aneinandergereihten, vorwiegend mit Laiendarstellern gedrehten Episoden engagiert sich Forman für die Jugend, die gegen salbadernde Väter und verklemmte Moral polemisiert. In der Aufrichtigkeit der Methode und des Milieus ist dieser Report der beste Film aus dem Ostblock, der unsere Kinos in letzter Zeit erreichte. Er läuft in der Bundesrepublik in einer mustergültigen Synchronisation der Defa.“

„Prädikat ‚Wertvoll’“